# 趨勢
趨勢主要是指時間軸上的某個可見動向，在統計學上，趨勢具有時間性，是資訊變動的一個橫面觀察。在科技分析上面，趨勢經常使用在財經走向的觀測中。英語以Trend代表趨勢，但亦有潮流之意，中文的趨勢一詞，可能源自於｢趨炎附勢｣這個成語。在宋史《李垂傳》中，原意為｢趨炎附熱｣。後人將熱改為權勢的勢。現代在專業的分析術語中，趨勢是有走向的，例如上升的趨勢是由一組不斷往上的波頂和波底所組成。此外，圖表與趨勢的分析是息息相關的。許多的趨勢都是透過圖表來溝通呈現的。
在行銷學上，趨勢也是相當重要的一門學問，透過市場調查、產業分析與消費者訪談等研究，可推出未來影響產品的趨勢。目前有相當多的趨勢分析機構都活躍在廣告界、行銷界與設計界當中。

## 參看
- Trendwatching-英文的消費趨勢觀察電子報
- trendguide.com